# Line-Up
Line-Up è un album di studio inciso da Graham Bonnet, uscito per la prima volta nell'ottobre del 1981.

## Tracce
Lato A
1. Night Games - 4:37 - (E. Hammilton)
2. Anthony Boy - 3:28 - (C. Berry)
3. Dirty Hand - 3:40 - (Bob Young/M. Moody)
4. Out on the Wather - 3:40 - (Bob Young/M. Moody)
5. Don't Stand in the Open - 3:25 - (Bob Young/M. Moody)
6. Set Me Free - 4:20 - (R. Davies)

Lato B
1. Liar - 3:04 - (R. Ballard)
2. S.O.S. - 3:12 - (R. Ballard)
3. I'm a Lover - 3:45 - (Kerr-Clemenson/Locke)
4. Be My Baby - 3:03 - (Spector/Greenwich/Berry)
5. That's the Way That It Is - 3:13 - (P. Bliss)

Nel 2004 il disco è stato ristampato su CD con una diversa successione dei brani.

## Formazione
- Graham Bonnet - voce
- Micky Moody - chitarra
- Jon Lord - tastiere
- Gary Twigg - basso
- Cozy Powell - percussioni

## Altri musicisti
- Francis Rossi - chitarra solista
- Rick Parfitt - chitarra ritmica
- Andy Bown - tastiere
- Chrissie Stewart - basso
- Adrian Lee - tastiere
- Mel Collins - sax
- Ian Lynn - tastiere
- John Cook - tastiere
- Russ Ballard - chitarra
- Kirbi - chitarra
- Martin Ditcham - percussioni